# Paarbildung (Physik)
Unter Paarbildung, auch Paarerzeugung, versteht man in der Teilchenphysik die Bildung eines realen, beobachtbaren Teilchen-Antiteilchen-Paares. Die stets vorhandenen virtuellen, nur indirekt beobachtbaren Paare (siehe Vakuumpolarisation) sind mit dem Begriff im Allgemeinen nicht gemeint.
Im engeren Sinn wird unter Paarbildung die – historisch zuerst bekannte – Erzeugung eines Elektron-Positron-Paares aus einem energiereichen Photon verstanden. Heute sind jedoch beispielsweise auch die Bildung von Myon-Antimyon- oder Proton-Antiproton-Paaren bekannt. In jedem Fall tritt der Vorgang nur dann auf, wenn die verfügbare Energie mindestens gleich der Summe der Ruheenergien der zu erzeugenden Teilchen ist.
Den entgegengesetzten Prozess, bei dem ein Teilchen-Antiteilchen-Paar vernichtet wird, nennt man Annihilation.

## Elektron-Positron-Erzeugung

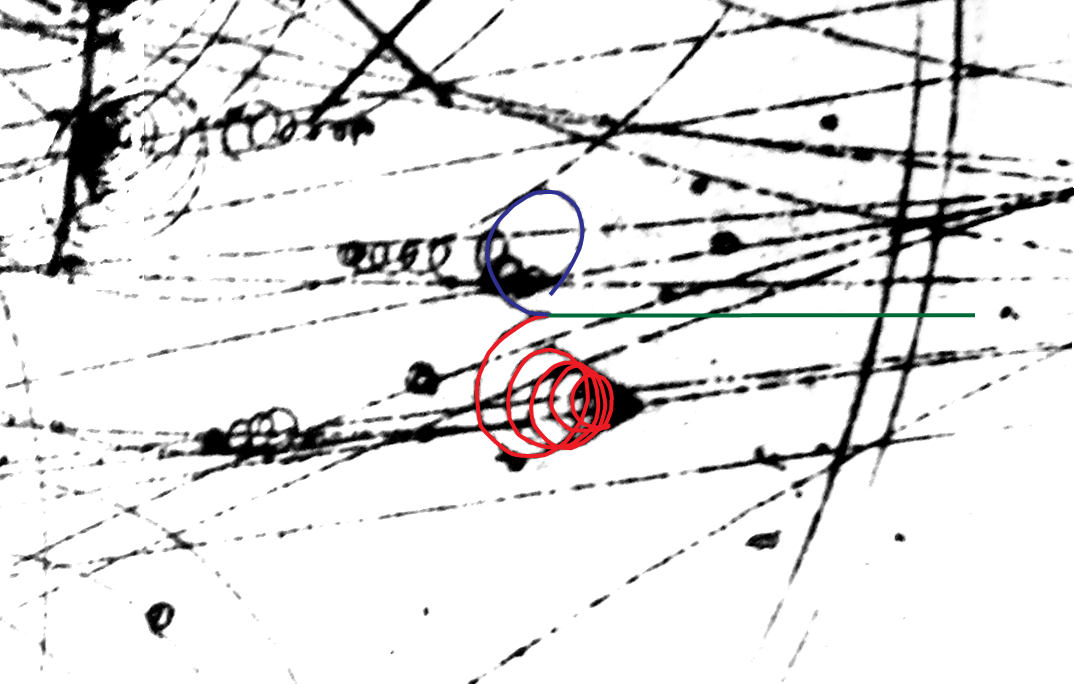
Blasenkammeraufnahme am DESY; eine Paarbildung ist farbig markiert. Die grüne Bahn des Photons ist nicht direkt beobachtet, sondern aus den spiralförmigen Bahnen der Ladungen rekonstruiert.

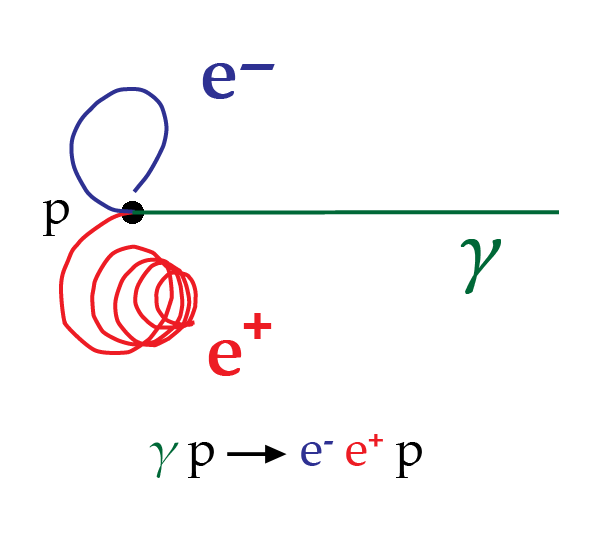
Die charakteristische Spur der Paarbildung in der oben abgebildeten Blasenkammeraufnahme. In einem starken Magnetfeld wird die Bahn der beiden Ladungen zu Spiralen mit entgegengesetztem Drehsinn geformt.

Die Erzeugung eines Elektron-Positron-Paares aus einem energiereichen Photon wurde 1933 als erster Paarbildungsprozess experimentell durch Irène Curie und Frédéric Joliot nachgewiesen. Diese Paarbildung stellt einen wichtigen Prozess der Wechselwirkung von Photonen mit Materie dar. Sie führt z. B. in Blasenkammern zu charakteristischen Spuren. Man unterscheidet zwei Fälle: Die Paarbildung kann durch Wechselwirkung eines Photons mit dem elektrischen Feld eines Atomkerns  oder eines Hüllenelektrons stattfinden.

### Wechselwirkung eines Photons mit einem Atomkern
Findet die Paarbildung im Feld eines Atomkerns statt, wird nahezu die gesamte Energie des Photons in die Masse der beiden entstehenden Teilchen und ihre kinetische Energie umgewandelt. Die Energie des Photons muss somit mindestens der Summe der Ruheenergien von Elektron und Positron entsprechen. In eine genaue Energiebilanz geht zusätzlich noch der Rückstoß des Atomkerns ein, in dessen Feld die Paarbildung abläuft. Die Schwellenenergie für die Paarerzeugung beträgt daher
{\displaystyle E_{\gamma ,\mathrm {min} }=2m_{\mathrm {e} }c^{2}\left(1+{\frac {m_{\mathrm {e} }}{M}}\right)}
mit {\displaystyle M} als Masse des wechselwirkenden Kerns, {\displaystyle m_{\mathrm {e} }} als Masse des Elektrons und {\displaystyle c} als Lichtgeschwindigkeit.
Der Term {\displaystyle {\frac {m_{\mathrm {e} }}{M}}} kann häufig vernachlässigt werden. Bei der Gammaspektroskopie mit einem Germanium-Detektor ergibt sich mit der Masse des Germaniumkerns beispielsweise
{\displaystyle {\frac {m_{\mathrm {e} }}{M}}=7{,}6\cdot 10^{-6}}.
{\displaystyle E_{\gamma ,\mathrm {min} }} beträgt somit näherungsweise 1,022 MeV (Gammastrahlung). Besitzt das Photon eine höhere Energie, so wird diese in die kinetische Energie von Elektron und Positron umgewandelt. Die Wahrscheinlichkeit der Paarbildung steigt dabei proportional zur Ordnungszahl des Atomkerns und zum Logarithmus der Photonenenergie.
Dass die Bildung eines Elektron-Positron-Paares nur bei Wechselwirkung des Photons mit einem Teilchen (hier dem Atomkern), aber nicht im Vakuum beobachtet wird, lässt sich mit der allgemeingültigen Impulserhaltung erklären. Dazu folgendes Gedankenexperiment für den Grenzfall einer Photonenenergie von gerade {\displaystyle E_{\gamma ,\mathrm {min} }}, womit die kinetische Energie der erzeugten Teilchen null ist: Im Ruhesystem der beiden durch Paarbildung entstandenen Teilchen haben diese zusammengenommen einen Impuls von null. Ein Photon hat aber in jedem Bezugssystem dieselbe Geschwindigkeit c und in diesem System auch einen Impuls der Größe {\displaystyle E_{\gamma }/c}. Daher können die beiden Teilchen mit ihrem Gesamtimpuls null nicht die einzigen nach dem Prozess vorhandenen Teilchen sein. Vielmehr erfolgt die Paarbildung nur, wenn ein zusätzliches Teilchen, in diesem Fall der Atomkern, den Impuls aufnimmt.

### Wechselwirkung eines Photons mit einem Elektron
Findet die Paarbildung im elektrischen Feld eines Elektrons der Atomhülle statt, wird dieses Elektron mit seiner geringen Masse durch den übertragenen Impuls stark beschleunigt und aus dem Atom gelöst. Wegen der drei freien Teilchen (zwei Elektronen und ein Positron) wird dieser Prozess auch Triplettbildung genannt.
Die notwendige Schwellenenergie lässt sich aus der Energie-Impuls-Beziehung
{\displaystyle E_{\text{Ruhe}}^{2}=E^{2}-\left(pc\right)^{2}}
herleiten. Unter der Annahme, dass sich alle drei Teilchen nach der Paarerzeugung mit der gleichen Geschwindigkeit in die gleiche Richtung bewegen, sich relativ zueinander also in Ruhe befinden, entspricht die Ruheenergie {\displaystyle E_{\text{Ruhe}}} des Systems mit {\displaystyle 3m_{\mathrm {e} }c^{2}} gerade der Ruheenergie der drei Teilchen. Da sich die Gesamtenergie vor der Paarbildung aus der Energie des Photons und aus der Ruheenergie des gebundenen Elektrons zusammensetzt, folgt
{\displaystyle \left(3m_{\mathrm {e} }c^{2}\right)^{2}=\left(E_{\gamma ,\mathrm {min} }+m_{\mathrm {e} }c^{2}\right)^{2}-\left({\frac {E_{\gamma ,\mathrm {min} }}{c}}\cdot c\right)^{2}.}
Wird die Gleichung nach {\displaystyle E_{\gamma ,\mathrm {min} }} aufgelöst, ergibt sich die Schwellenenergie
{\displaystyle E_{\gamma ,\mathrm {min} }=4\,m_{\mathrm {e} }c^{2}.}
Davon wird der Betrag {\displaystyle 2m_{\mathrm {e} }c^{2}} für die Bildung des Elektron-Positron-Paares benötigt, während sich die übrige Energie von ebenfalls {\displaystyle 2m_{\mathrm {e} }c^{2}} als kinetische Energie auf die drei Teilchen überträgt.

### Wechselwirkung zwischen Photonen
Auch durch Stöße sehr energiereicher Photonen untereinander können reale Elektron-Positron-Paare erzeugt werden (Breit-Wheeler-Effekt). Dies wurde erstmals 1997 mit einem Experiment im Stanford Linear Accelerator Center nachgewiesen. Die Photonen eines Nd:Glas-Lasers wurden dazu durch Streuung an Elektronen von 47 Gigaelektronvolt (GeV) ihrerseits auf GeV-Energien gebracht.
Eine solche Erzeugung von Materie durch Photon-Photon-Stöße wird für einige Sternentstehungen angenommen.

### Innere Paarbildung
Beim Übergang eines angeregten Atomkerns in einen Zustand geringerer Energie kann bei genügender Energiedifferenz auch eine Innere Elektron-Positron-Bildung auftreten. Sie ist insbesondere bei leichten Nukliden beobachtbar, falls ein Gammaübergang aufgrund der Drehimpulserhaltung unmöglich ist (Beispiel: in 16O und in 90Zr haben sowohl der Grundzustand als auch der erste angeregte Zustand Spin und Parität 0+; die gleichzeitige Emission zweier Gammaquanten ist möglich, aber stark unterdrückt) oder durch große Drehimpulsdifferenz erschwert („verboten“) ist.

## Quantenmechanische Beschreibung
Quantenmechanisch lässt sich die Paarerzeugung durch einen vierfach differentiellen Streuquerschnitt beschreiben. Durch Integration über zwei Winkel erhält man einen zweifach differentiellen Streuquerschnitt, der gut in Monte-Carlo-Simulationen verwendet werden kann.